# Osman I
Osman I, osm. عُثمَان ʿUthmān (ur. 1258, zm. 1326) – eponimiczny założyciel dynastii Osmanów oraz Imperium Osmańskiego którym panował od ok. 1299 do ok. 1324/1326.
Według źródeł był synem Ertogrula, po którym odziedziczył tytuł beja okręgu Söğüt w północno-zachodniej Anatolii. Początkowo był wasalem Seldżuków. Jako władca marchii pogranicznej organizował najazdy na ziemie Bizancjum. Z czasem się uniezależnił.

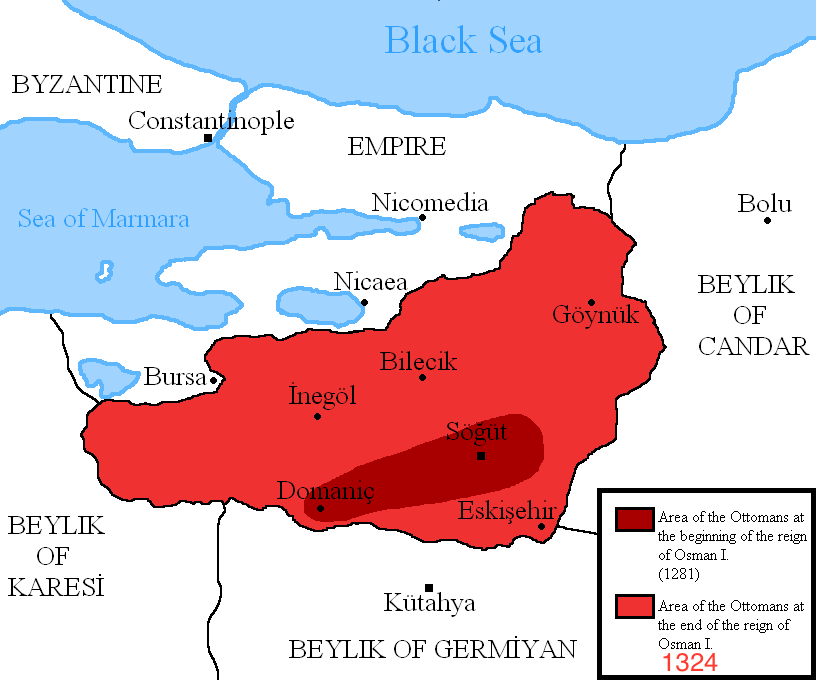
Władztwo osmańskie 1281–1326

W latach 1301–1303 podbił ziemie sąsiednich plemion wraz z miastem Eskişehir. W 1302 pobił wojska bizantyńskie dowodzone przez Mouzalona w bitwie na równinie Bafeus, niedaleko od murów Nikomedii. Wyprawa współcesarza Michała IX przeciw Osmanowi przyniosła opłakane rezultaty wskutek dezercji najemnego kontyngentu Alanów; w rezultacie Bizantyjczycy utracili na rzecz Osmana kontrolę nad Bitynią. 
Prowadząc agresywną politykę podbojów i korzystając z osłabienia Bizancjum, Osman szybko powiększał obszar swojego państwa. Błyskotliwa kampania Rogera de Flor i Kompanii Katalońskiej przeciw Turkom na zachodzie Azji Mniejszej z 1304 ominęła terytoria pozostające pod władzą Osmana, nie przynosząc mu uszczerbku; osłabiła natomiast jego rywali, emirów Sasana, Menteşe, Aydına i Alişıra.

## Rodzina
Według tradycji o znamionach legendy Osman I poślubił Malhun, córkę derwisza Edebali. Malhun urodziła syna i następnego władcę, Orchana. Imię Malhun może być zniekształconą wersją Malhatun córki Ömer Beja występującej jako świadek w dokumencie powierniczym Orchana.